# Campeonato Mineiro de Futebol de 2021 - Módulo II
O Campeonato Mineiro de Futebol de 2021 - Módulo II foi um torneio de futebol, realizado no estado de Minas Gerais. Esta foi a 28ª edição do Módulo II do Campeonato Mineiro de Futebol, organizado pela Federação Mineira de Futebol. O campeonato equivale ao segundo nível na pirâmide do Futebol Mineiro, dando acesso à elite estadual para os dois times melhores colocados ao fim do campeonato. Embora o calendário da entidade colocasse abril como previsão para o começo do campeonato, os clubes pediram para que o torneio fosse postergado para o segundo semestre, por questões financeiras em razão da pandemia da Covid-19.

## Regulamento
O torneio terá a mesma fórmula de 2020. Os 12 clubes se enfrentam em turno único, no sistema de todos contra todos, na primeira fase, que vai de 3 de julho a 28 de agosto.
Apenas duas rodadas serão em meios de semana, nos dias 21 de julho 11 de agosto.
Os quatro melhores se classificam para a disputa do Quadrangular Final, que será disputado no sistema de todos contra todos, em turno e returno, entre os dias 4 de setembro e 2 de outubro. Os dois melhores colocados sobem para a elite em 2022.

### Inscrição por Idade
O Módulo 2 do Campeonato Mineiro seguirá sendo sub-24. No entanto, não há mais limite de inscrição de jogadores acima dessa faixa etária.
Porém, apenas sete jogadores com mais de 24 anos poderão ser relacionados por partida. Desta forma, um clube pode contratar 10 jogadores acima de 24 anos, por exemplo. Mas apenas sete deles podem ser relacionados para uma partida. O limite total de inscrições por equipe é de 30 atletas.
Para a primeira rodada da primeira fase, os jogadores devem ser inscritos até 30 de junho. A data limite para o início do Quadrangular Final é 3 de setembro.
Serão permitidas cinco trocas de atletas na lista da primeira fase para o Quadrangular Final do Módulo 2 do Estadual.

### Primeira Fase
As doze equipes disputarão o campeonato no sistema de pontos corridos, em turno único, totalizando 11 rodadas ao fim da  fase. Os quatro melhores qualificados, seguindo os critérios de desempate, irão avançar à fase final. As agremiações que acabarem nas duas últimas colocações (11° e 12° Lugar) na classificação geral serão rebaixadas para o Campeonato Mineiro de Futebol da Segunda Divisão de 2022 caso necessário seguindo os critérios de desempate.

### Fase Final
A Fase Final será disputada no formato de um Quadrangular Final.

#### Critérios de desempate
Ocorrendo igualdade em pontos ganhos entre 2 (dois) ou mais clubes, em qualquer fase aplicam-se, sucessivamente, os seguintes critérios técnicos de desempate:
1. Maior número de vitórias
2. Maior saldo de gols
3. Maior número de gols marcados
4. Confronto direto
5. Menor número de cartões vermelhos recebidos
6. Menor número de cartões amarelos recebidos
7. Sorteio público na sede da FMF

## Participantes
| Equipe                       | Cidade               | Em 2020         | Estádio                | Capacidade | Títulos         |
| ---------------------------- | -------------------- | --------------- | ---------------------- | ---------- | --------------- |
| Sport Club Aymorés           | Ubá                  | 1º (2ª Divisão) | Afonso de Carvalho     | 1.000      | 0 (não possui)  |
| Betim Futebol                | Betim                | 3º              | Estádio Jurandir Elias | 2.000      | 0 (não possui)  |
| Esporte Clube Democrata      | Governador Valadares | 5º              | José Mammoud Abbas     | 8.674      | 2 (2005 e 2016) |
| Democrata Futebol Clube      | Sete Lagoas          | 7º              | Arena do Jacaré        | 18.870     | 0 (não possui)  |
| Guarani Esporte Clube        | Divinópolis          | 8º              | Farião                 | 4.181      | 0 (não possui)  |
| Ipatinga Futebol Clube       | Ipatinga             | 10º             | Ipatingão              | 10.000     | 1 (2009)        |
| Nacional Atlético Clube      | Muriaé               | 4º              | Soares de Azevedo      | 15.000     | 1 (1969)        |
| Clube Atlético Serranense    | Nova Serrana         | 9º              | Arena do Calçado       | 10.000     | 0 (não possui)  |
| Tupi Football Club           | Juiz de Fora         | 6º              | Mario Helênio          | 31.863     | 1 (2001)        |
| Tupynambás Futebol Clube     | Juiz de Fora         | 12º (Módulo I)  | Mario Helênio          | 31.863     | 0 (não possui)  |
| União Luziense Esporte Clube | Santa Luzia          | 2º (2ª Divisão) | Frimisa                | 3.200      | 0 (não possui)  |
| Villa Nova Atlético Clube    | Nova Lima            | 11º (Módulo I)  | Castor Cifuentes       | 5.160      | 1 (1995)        |

## Primeira Fase
AO Guarani-MG foi punido pelo TJD-MG com a perda de 3 pontos, por exceder o limite de inscritos.

## Quadrangular final

### Premiação
| Módulo II                      |
| ------------------------------ |
|                                |
| Villa Nova Campeão (2° Título) |

## Ver Também
- Campeonato Mineiro de Futebol de 2021 - Módulo I
- Campeonato Mineiro de Futebol de 2021 - Segunda Divisão